# محمد رزاق
محمد رزاق (انگلیسی: Mohammed Razak؛ زادهٔ ۴ آوریل ۱۹۸۶ آکرا) یک بازیکن فوتبال غنایی تبار اهل قطر است.

## باشگاهی
از باشگاه‌هایی که در آن بازی کرده‌است می‌توان به القطر، العربی قطر، لخویا، المعیذر، الغرافه اشاره کرد.

## تیم ملی
وی همچنین در تیم ملی فوتبال قطر بازی کرده است.